# Conocarpus
Conocarpus is een geslacht uit de familie Combretaceae. De soorten komen voor van Zuid-Florida tot in tropisch Zuid-Amerika en in tropisch Afrika.

## Soorten
- Conocarpus erectus L.
- Conocarpus lancifolius Engl.

... · 
Anogeissus · 
Combretum · 
Pteleopsis · 
Terminalia · 
...